# Devaughn Williamson
Devaughn Williamson (22 dicembre 1997) è un calciatore bahamense, difensore dello United e della Nazionale bahamense.

## Carriera

### Club
Nel 2014 firma un contratto con lo United.

### Nazionale
Ha debuttato in Nazionale il 29 marzo 2015, in Bermuda-Bahamas.